# Theclopsis lebena
Theclopsis lebena är en fjärilsart som beskrevs av William Chapman Hewitson 1868. Theclopsis lebena ingår i släktet Theclopsis och familjen juvelvingar. Inga underarter finns listade i Catalogue of Life.